# Microchironomus ishii
Microchironomus ishii är en tvåvingeart som beskrevs av Sasa 1987. Microchironomus ishii ingår i släktet Microchironomus och familjen fjädermyggor. Inga underarter finns listade i Catalogue of Life.